# Heinrich Christian Schumacher
Heinrich Christian Schumacher (Bramstedt, 3 settembre 1780 – Altona, 28 dicembre 1850) è stato un astronomo tedesco.
Direttore dell'osservatorio di Mannheim dal 1813 al 1815, divenne in seguito professore di astronomia a Copenaghen.
Dal 1817 diresse la triangolazione dell'Holstein, a cui pochi anni più tardi fu aggiunta una completa indagine geodetica della Danimarca, che sarà terminata dopo la sua morte. Per le necessità di tale indagine, venne costruito un osservatorio ad Altona e Schumacher vi stabilì la sua residenza, occupandosi principalmente della pubblicazione delle effemeridi e del giornale Astronomische Nachrichten (da lui fondato nel 1821 e tuttora pubblicato), del quale scrisse trentuno volumi.
Nel 1829 vinse la prestigiosa Medaglia d'Oro della Royal Astronomical Society.
Gli è stato dedicato un asteroide, 5704 Schumacher.